# Мияги, Митио
Митио Мияги (яп. 宮城道雄 1894—1956), при рождении Суга (яп. 菅), также известен как Мияги Кэнгё (яп. 宮城検校 мияги кэнгё:) — слепой японский музыкант-исполнитель и композитор-модернист, придумавший множество разновидностей традиционного щипкового инструмента кото.

## Биография

### Ранние годы
Митио Суга (яп. 菅道雄) родился в центральном квартале Санномия города Кобе, он был первенцем в семье торговца из квартала резидентов Кунидзиро (яп. 国次郎 кунидзиро:) и Асэ (яп. アセ) Суга. С рождения страдал глазной болезнью, из-за которой родители отправили его на воспитание к бабушке в четырёхлетнем возрасте. В семь лет стал незрячим.

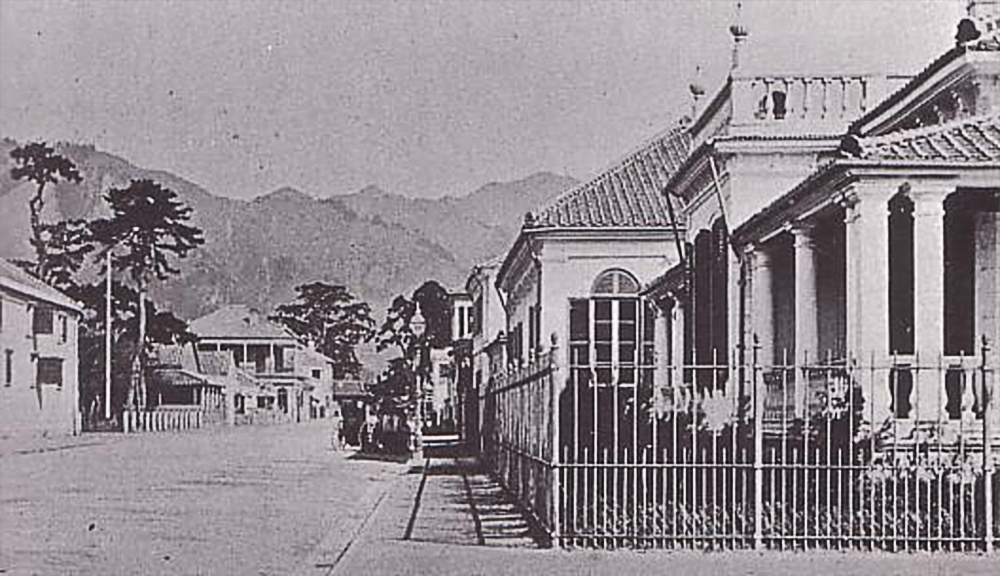
Квартал резидентов Кобе

После потери зрения был отправлен в школу кото Икута-рю, где обучался у Накадзимы Кэнгё II и Накадзимы Кэнгё III. В возрасте 11 лет Митио стал полноправным мастером школы, ему было позволено преподавать и даровано право взять один иероглиф из фамилии «Накадзима» к себе в фамилию, он стал зваться Митио Накасуга (яп. 中菅道雄).

### Переезд в Корею

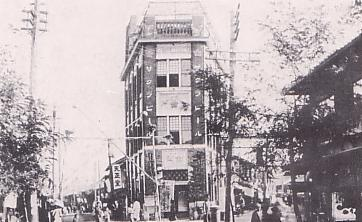
Инчхон в годы японской оккупации

Летом 1907 года 13-летний Митио отправился в корейский Дзинсэн (Инчхон) преподавать кото и флейту сякухати, где пробыл десять лет. Первое своё знаменитое произведение «Мидзу но хэнтаи» (яп. 水の変態) написал в 15 лет (в 1909 году). После завершения работы над «Мидзу но хэнтаи» Митио переехал в Кэйдзё (Сеул) и послал своё сочинение генералу-резиденту Кореи Ито Хиробуми, который пообещал оказать молодому мастеру финансовую помощь для возвращения в Токио; однако вскоре Хиробуми был убит, и Накасуга остался в Корее.
В 1913 году в возрасте 20 лет Митио Накасуга женился на музыканте Накако Ките (яп. 喜多仲子 кита накако), происходившей из знатного в прошлом рода Мияги; желая возрождения династии, молодожёны взяли фамилию Мияги в 1915 году.

### «Новая японская музыка» и возвращение в Японию

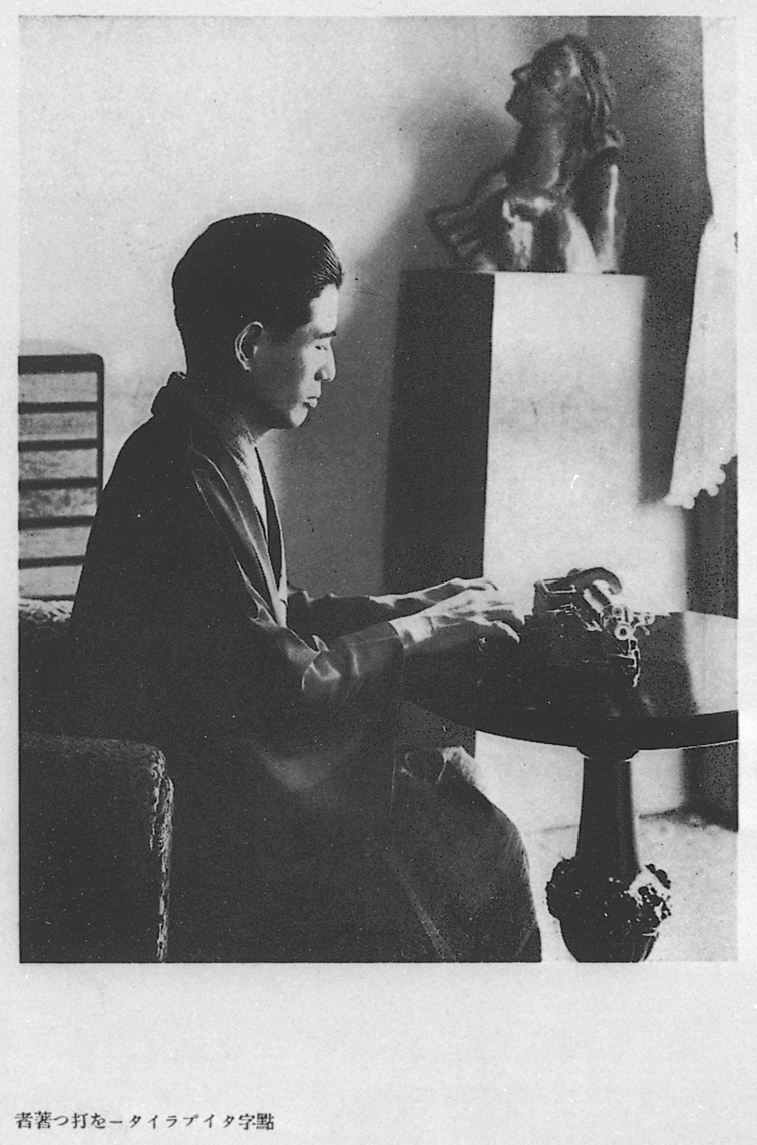
Митио Мияги за печатной машинкой

Митио часто посещал в Кобе своего учителя Накадзиму и мастера жанра дзиута Накадани Коки. Навещая родной дом в 1914 году, Митио познакомился с мастером сякухати Ёсидой Сэйфу, с которым впоследствии работал всю жизнь. Вместе с Сэйфу в 1920 году Мияги создал движение «Новая японская музыка».
В возрасте 22 лет Мияги получил титул «великого мастера», он считался лучшим из мастеров кото в Корее, однако это всё равно не удовлетворяло его амбиции, и в 1917 году он переехал в Токио. Вскоре после переезда Накако умерла от болезни, а Митио сильно обнищал. Через год после смерти первой жены он вступил во второй брак с Садако Ёсимурой (яп. 吉村貞子). Племянницы Садако, Киёко и Кадзуэ, стали учиться у него игре на кото и после смерти музыканта были удочерены его семьёй. Впоследствии Киёко стала известной исполнительницей, преподавала в Токийском университете искусств, занимала пост председательницы Японской ассоциации санкёку и получила титул «живое национальное сокровище».
Мияги уже давно интересовала западная музыка, и в 1919 году он устроил свой первый концерт, на котором исполнял как европейскую музыку, так и осовремененные «Новой японской музыкой» традиционные произведения. Несмотря на то, что некоторые нововведения вызвали у публики отрицательную реакцию, в целом концерт прошёл весьма успешно, и Митио с этого времени начал активно пропагандировать «Новую японскую музыку» вместе с Ёсидой Сэйфу и другим мастером сякухати, Тодзаном Накао. Всеяпонская слава пришла к Митио в 1923 году именно после серии выступлений с Тодзаном Накао.
В 1925 году прошла первая передача радиосигнала в Японии: Мияги исполнил несколько произведений на кото. Впоследствии он много раз выступал на новогодних радиопередачах, и в 1950 году (вместе с писателем и актёром Токугавой Мусэем и композитором Косаку Ямадой) стал первым лауреатом Премии NHK за заслуги перед японским телерадиовещанием.
На протяжении 1920-х годов один за одним появились изобретённые Митио инструменты — 17-струнное кото (1921), большое кокю (1926), 20-струнное кото, 80-струнное кото, малое кото.
Концерт для кото с оркестром «Вариации на тему этэнраку», написанный и исполненный в сотрудничестве с братьями Хидэмаро и Наомаро Коноэ имел огромный успех. Самое знаменитое произведение Митио — дуэт для кото и сякухати Хару но уми — было закончено в 1929 году.
В 1930 году Митио устроился работать преподавателем в Токийскую высшую школу музыки (ныне музыкальный факультет Университета искусств). В 1931 году начал преподавать в Токийской школе для слепых.

### Международная известность

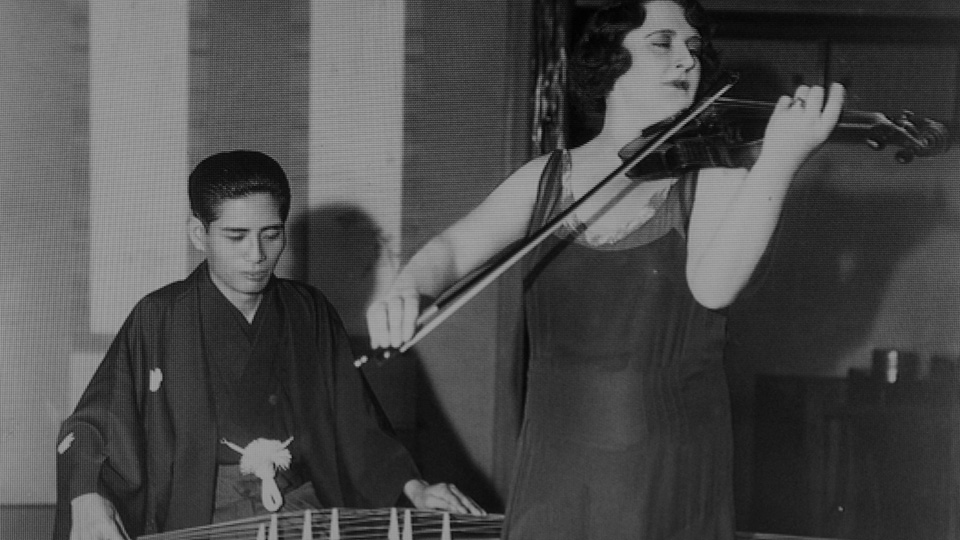
Митио и французская скрипачка Рене Шеме. 1932

Знаменитая в то время французская скрипачка Рене Шеме записала с Митио Мияги исполнение «Хару но уми» дуэтом в 1932 году, запись стала хитом в Японии, США и Франции; к Мияги пришла международная слава. Митио записал множество пластинок, которые разошлись большими тиражами; музыканта называли гением.
Помимо музыки Мияги занимался и литературным творчеством. В 1935 году вышла его первая книга — сборник эссе «Амэ но нэмбуцу». В Токийской высшей школе музыки спустя семь лет работы получил должность профессора, которую использовал для продвижения собственной системы нотной записи.

### Вторая мировая война и последующее время
На время войны Митио оставлял работу и сочинительство; его дом сгорел во время бомбардировки Токио 1945 года, на восстановление потребовалось три года. В 1946 году Мияги возвращается к преподаванию, четырьмя годами позднее он получил место преподавателя в Университете искусств.
18 августа 1948 года Митио Мияги приняли в пожизненные члены Японской академии искусств. Спустя два года появилась «Ассоциация Мияги».
Единственный его визит за границу состоялся в 1953 году; он включал запись произведения «Лондонский ночной дождь» на Би-би-си в Англии, а также посещение Международного фестиваля фольклора в Памплоне и Биаррице в качестве представителя Японии.

### Смерть
В июне 1956 года Мияги отправился в Осаку на поезде «Гинга» (Млечный путь) для исполнения «Вариаций на тему этэнраку». В три часа ночи, проезжая станцию Кария, Митио упал с поезда и был доставлен в близлежащий госпиталь, однако через четыре часа скончался.

## Вклад в искусство
Митио Мияги называют «отцом современной японской музыки»: он создал несколько новых инструментов, включая «басовое кото» с 17 струнами, он изучал европейскую теорию музыки и ввёл в музыку для кото такие европейские исполнительские техники как тремоло, стаккато, глиссандо, арпеджио и другие. Его музыка зачастую включает европейскую гармонию, имеет западную форму, либо сочинена для характерных европейских сочетаний инструментов. На творчество Митио сильно повлиял французский импрессионизм.
За свою жизнь Мияги создал множество учебных материалов для кото и сямисэна, вёл на радио программу, в которой обучал слушателей игре на кото. Он считался талантливым эссеистом, а также написал более ста музыкальных произведений для детей в сотрудничестве с детским писателем и поэтом Сигэру Кудзухарой. Суммарное количество сочинений Митио Мияги превышает 300.
В 1978 году в квартале Синдзюку был открыт Мемориальный музей Митио Мияги, ему установлено несколько памятников. С 1966 года в память о Мияги проводится концерт (яп. 宮城道雄記念コンクール).

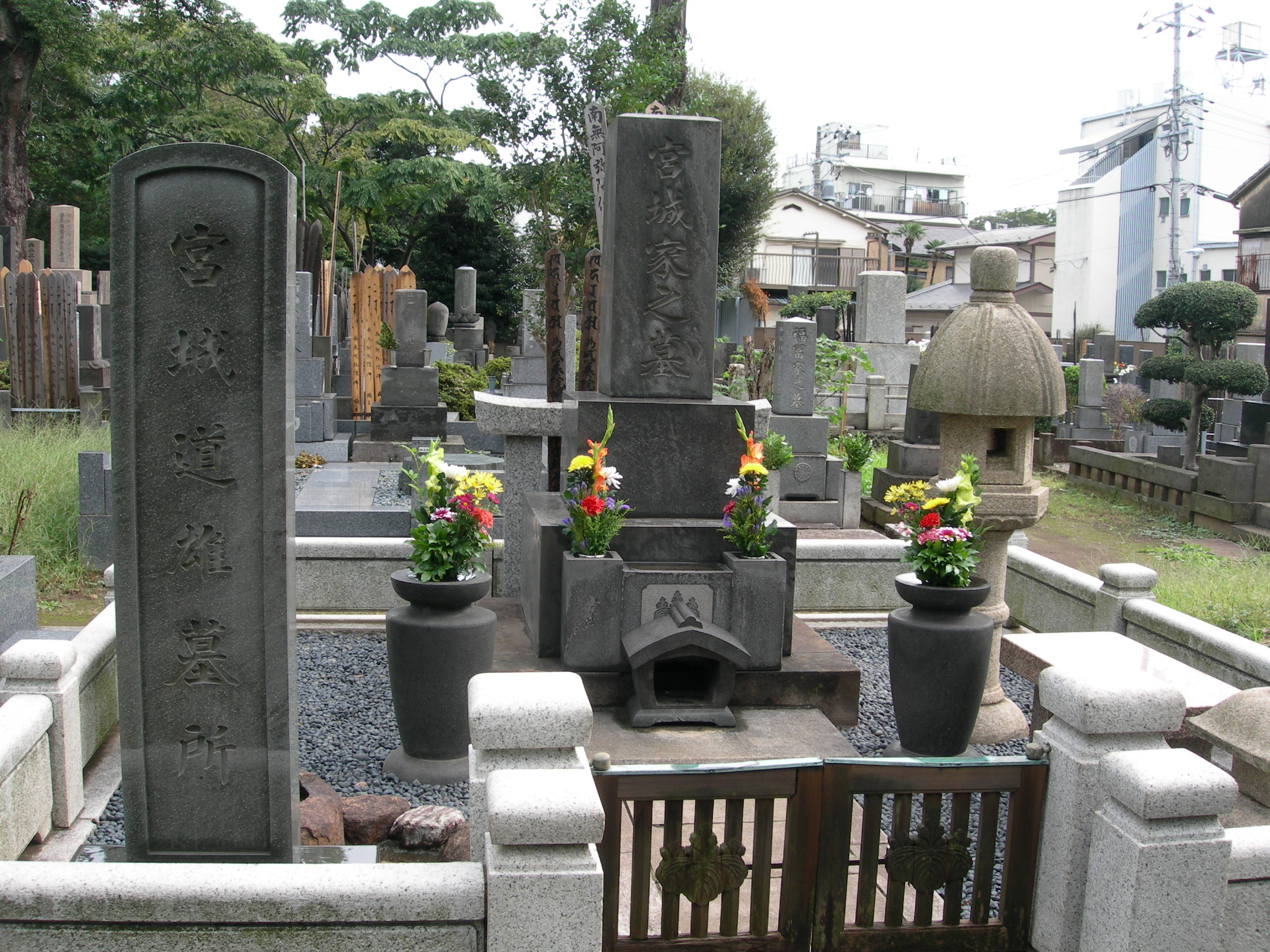
Могила Митио Мияги
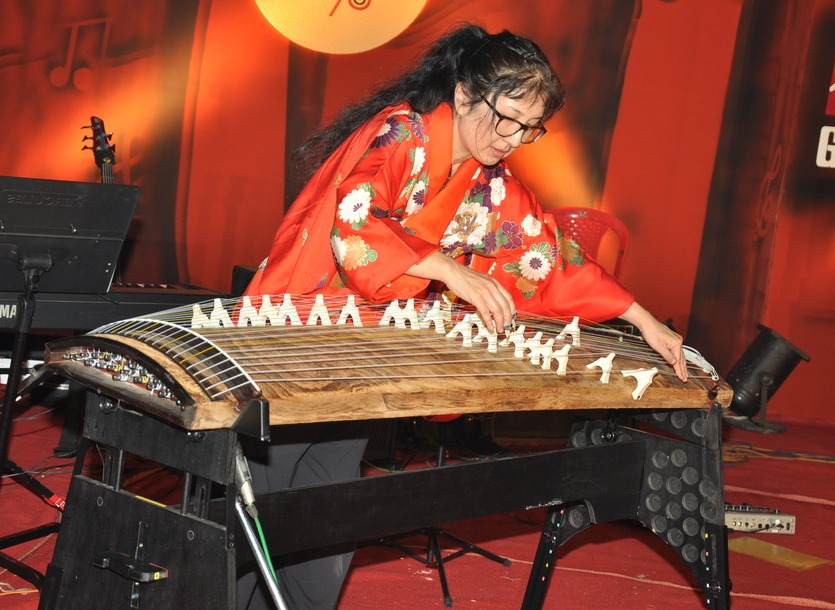
17-струнное кото

## Избранные произведения

### Музыка
- Мидзу но хэнтаи (яп. 水の変態, 1909, ориг. 變態)[3]
- Карагинута (яп. 唐砧, 1914)[6]
- Хару но амэ (яп. 春の雨, 1916)[6]
- Аки но сирабэ (яп. 秋の調, 1919)[8]
- Ёсаму но кёку (яп. 夜寒の曲, 1920)[7]
- Отиба но одори (яп. 落葉の踊り, 1921)[7]
- Кайротё (яп. 薤露調, 1923)[7]
- Сакура хэнсокёку (яп. さくら変奏曲, 1923)[7]
- Этэнраку хэнсокёку (яп. 越天楽変奏曲, 1927)[3]
- Хару но уми[яп.] (яп. 春の海, 1929)[3]
- Муси но мусасино (яп. 虫の武蔵野, 1932)[8]
- Докан (яп. 道灌, 1936)[8]
- Нитирэн (яп. 日蓮, 1953)[8]

### Литературные труды
- Мияги М. 雨の念仏 : 随筆集 (ориг. 雨の念拂). — 三笠書房, 1935.
- Мияги М. 垣隣り. — 小山書店, 1937.
- Мияги М. 音の世界に生きる // 夢乃姿. — 那珂書店, 1941.
- Мияги М. 雨夜の駅 // 古巣の梅. — 雄鶏社, 1949.
- Мияги М. 水の変態. — 宝文館, 1956.
- Мияги М. あすの別れ. — 古書, 1956.
- Мияги М. 春の海. — ダヴィッド社, 1956.

## Комментарии
1. ↑   (яп. 二世中島検校 нисэй накадзима кэнгё:)
2. ↑   (яп. 三世中島検校 сансэй накадзима кэнгё:)
3. ↑   (яп. 長谷幸輝)
4. ↑   (яп. 吉田晴風 ёсида сэйфу:, 1891—1950)
5. ↑   (яп. 新日本音楽運動 син нихон онгаку ундо:)
6. ↑   (яп. 大検校)
7. ↑   (яп. 牧瀬数江)
8. ↑   (яп. 日本三曲協会)
9. ↑   (яп. 中尾都山)
10. ↑   (яп. 日本放送協会放送文化賞)
11. ↑   (яп. 短琴 тансо:)
12. ↑   (яп. 越天楽変奏曲 этэнраку хэнсо:кёку, 1927)
13. ↑   (яп. 雨の念仏, «будда дождя»)
14. ↑   (яп. 宮城会 миягикай)
15. ↑   (яп. ロンドンの夜の雨 рондон но ёру но амэ)
16. ↑   (яп. 宮城道雄記念館)